# Discours de Strasbourg
Prenant la parole place Broglie à Strasbourg le 7 avril 1947, le général de Gaulle annonce la création du Rassemblement du peuple français (RPF)

## Verbatim
"Deux années se sont écoulées depuis que la grande victoire du Rhin, remportée côte à côte par les armées américaine et française, achevait de chasser des abords de l'Alsace les débris des forces ennemies. Ainsi Strasbourg et toutes les villes et tous les villages de cette province sacrée se trouvaient désormais à l'abri du canon allemand. Deux années ! au cours desquelles, une fois l'ennemi définitivement abattu, la France, l'Europe, le monde, ont découvert les dures réalités qu'il leur faut maîtriser pour vivre. Deux années ! après lesquelles notre peuple, bien qu'aient été sauvées son intégrité et son indépendance, bien qu'il ait su s'éviter à lui-même les grandes convulsions intérieures, bien qu'il ait repris son labeur avec courage au milieu des ruines, éprouve parfois une sorte de doute amer et s'interroge avec quelque angoisse sur ce que sera l'avenir."
De Gaulle est entouré lors de cet appel de Jacques Soustelle, André Malraux, Petit, Jacques Chaban-Delmas, Étienne de Raulin, et quelques autres.